# Предлока
Предлока (словен. Predloka, итал. Prelocca) је насељено место у општини Копар, Обално-крашка регија, Словенија.

## Историја
До територијалне реорганизације у Словенији била је у саставу старе општине Копар.

## Становништво
У попису становништва из 2011. године, Предлока је имала 69 становника.
| Број становника према пописима | Број становника према пописима | Број становника према пописима |
| ------------------------------ | ------------------------------ | ------------------------------ |
| 1991                           | 2002                           | 2011                           |
| 64                             | 74                             | 69                             |

Напомена: Године 1986. настала издвајањем дела из насеља Лока.